# ガービン郡 (オクラホマ州)
ガービン郡（英: Garvin County）は、アメリカ合衆国オクラホマ州の中央部南に位置する郡である。2010年国勢調査での人口は27,576人であり、2000年の27,210人から1.3％増加した。郡庁所在地はポールスバレー市（人口6,187人）であり、同郡で人口最大の都市でもある。

## 歴史
1906年、オクラホマ州憲法制定会議の代議員が、インディアン準州のチカソー族インディアンの土地の一部からガービン郡を創設した。

## 地理
アメリカ合衆国国勢調査局に拠れば、郡域全面積は814平方マイル (2,108.3 km2)であり、このうち陸地807平方マイル (2,090.1 km2)、水域は6平方マイル (15.5 km2)で水域率は0.76％である。

### 主要高規格道路
- 州間高速道路35号線
- アメリカ国道77号線
- アメリカ国道177号線
- オクラホマ州道7号線
- オクラホマ州道19号線
- オクラホマ州道29号線
- オクラホマ州道145号線

### 隣接する郡
- マクレーン郡 - 北
- ポントトク郡 - 東
- マレー郡 - 南東
- カーター郡 - 南
- スティーブンズ郡 - 南西
- グレイディ郡 - 北西

## 人口動態

人口ピラミッド

以下は2000年の国勢調査による人口統計データである。
| 基礎データ - 人口: 27,210人 - 世帯数: 10,865 世帯 - 家族数: 7,605 家族 - 人口密度: 13人/km2（34人/mi2） - 住居数: 12,7641軒 - 住居密度: 6軒/km2（16軒/mi2） 人種別人口構成 - 白人: 84.93% - アフリカン・アメリカン: 2.55% - ネイティブ・アメリカン: 7.36% - アジア人: 0.23% - 太平洋諸島系: 0.04% - その他の人種: 1.54% - 混血: 3.34% - ヒスパニック・ラテン系: 3.40% 年齢別人口構成 - 18歳未満: 24.8% - 18-24歳: 8.1% - 25-44歳: 26.0% - 45-64歳: 23.1% - 65歳以上: 17.9% - 年齢の中央値: 39歳 - 性比（女性100人あたり男性の人口） - 総人口: 92.7 - 18歳以上: 88.8 | 世帯と家族（対世帯数） - 18歳未満の子供がいる: 30.7% - 結婚・同居している夫婦: 56.4% - 未婚・離婚・死別女性が世帯主: 10.1% - 非家族世帯: 30.0% - 単身世帯: 26.9% - 65歳以上の老人1人暮らし: 14.3% - 平均構成人数 - 世帯: 2.45人 - 家族: 2.96人 収入と家計 - 収入の中央値 - 世帯: 28,070米ドル - 家族: 364,774米ドル - 性別 - 男性: 28,033米ドル - 女性: 18,940米ドル - 人口1人あたり収入: 14,856米ドル - 貧困線以下 - 対人口: 15.9% - 対家族数: 11.4% - 18歳未満: 18.6% - 65歳以上: 14.3% |

## 都市と町
| - エルモアシティ - エリンスプリングス - フォスター - ヘネピン | - カティ - リンゼー - メイズビル - パオリ | - ポールスバレー - 郡庁所在地 - パーネル - ストラットフォード - ワインウッド |